# Миценко, Иван Ефимович
Иван Ефимович Миценко (11 февраля 1911 — 19 января 1997) — певец и педагог.

## Биография
Родился в городе Георгиевске Ставропольского края.
Окончил Государственное музыкальное училище имени Гнесиных, затем учился в студии Большого театра СССР у педагогов М. Михайлова и Л. Филиппова, в 1939 году был принят в стажерскую группу Большого театра СССР народным артистом СССР Николаем Семеновичем Головановым, затем являлся солистом этого театра.
Так же являлся солистом Москонцерта, исполнял партию Грязного из оперы Н. А. Римского-Корсакова «Царская невеста», партию Алеко из оперы С. В. Рахманинова «Алеко», партию Шонара в опере Д. Пуччини «Богема», партию доктора Уберто в опере Д. Б. Перголези «Служанка-госпожа».
В 1938 году студией Грамзаписи выпущены четыре пластинки с участием Миценко И. Е.: «Песня о летчицах» , «Комсомольская», «Вы не суйтесь самураи», «Нас не трогай» из кинофильма «Боевые друзья».
С 10 мая 1942 года находился на фронте в качестве певца-солиста Дважды Краснознаменного Академического ансамбля песни и пляски Российской Армии имени Александрова (ранее ансамбль назывался «Красноармейский балалаечный оркестр ЦДКА») и служил в ансамбле 1-го Прибалтийского фронта, выступал во фронтовых бригадах перед бойцами и командирами. На фронте дал более 1000 концертов.
Автор текста популярной песни «О Великих Луках», прославляющей героику фронта. Песня сложена в январе 1943 года, вскоре после освобождения Великих Лук. Пелась бойцами в строю. Записана В. Ю. Крупянской в госпитале № 913 в городе Москве. Впервые песня была опубликована во фронтовой газете Калининского фронта «Вперед к победе», N 130 от 22 августа 1943 года.
8 мая 1943 года награждён орденом Красной Звезды, так же был награждён орденом Отечественной войны II степени, медалью «За боевые заслуги».
Являлся руководителем оперной студии Дома культуры г. Жуковского, в социальный состав студии входили инженеры ЦАГИ и ЛИИ, врачи, педагоги.
Учеником Галины Ивановны Миценко является Максим Сажин- сезон 2010—2011 — приглашенный солист Валлонской Королевской оперы (Бельгия, Льеж) и Международного музыкального фестиваля (Испания, Сантандер), — солист Государственной академической симфонической капеллы.
Семья:
Брат — Миценко Константин Ефимович, заслуженный работник культуры РСФСР (1972), участник Великой Отечественной войны, журналист, корреспондент ТАСС по Ставропольскому краю.
Дети — дочь, Галина Ивановна Миценко, старший преподаватель вокального факультета Московского государственного университета культуры и искусств (кафедра академического и сольного пения) автор книги «Основы методики сольного пения».